# Torrano
Torrano (en euskera Dorrao, oficialmente Dorrao / Torrano) es un concejo y localidad española del municipio de Ergoyena, perteneciente a la Comunidad Foral de Navarra.

## Geografía
La localidad, situada en la comarca de la Barranca, se encuentra junto a Lizárraga y Unanua, en un entrante de la sierra de Urbasa. Está bajo la peña de San Donato.

## Historia
Hacia mediados del siglo XIX, el lugar, por entonces con ayuntamiento propio, tenía contabilizada una población de 307 habitantes. Aparece descrito en el decimoquinto volumen del Diccionario geográfico-estadístico-histórico de España y sus posesiones de Ultramar de Pascual Madoz con las siguientes palabras:

TORRANO: l. con ayunt. en el valle de Ergoyena, prov. y c. g. de Navarra, part. jud., aud. terr. y dióc. de Pamplona (6 1/2 leg.); forma tambien parte del ayunt. general del valle. sit. entre sierras; clima templado; reinan los vientos N. y S. y se padecen catarros y cólicos. Tiene 45 casas, la consistorial; escuela de primera educacion para ambos sexos frecuentada por 28 ó 30 alumnos y dotada con 704 rs.; igl. parr. de entrada (la Asuncion de Ntra. Sra.) servida por un vicario, de provision de los vec., y un beneficiado de la del cabildo de Pamplona; cementerio al S.; 3 ermitas (San Juan Bautista, San Pedro Apóstol y Sto. Tomás), y para surtido del vecindario una fuente de aguas de buena calidad. El térm. se estiende 2 leg. de N. á S. y de E. á O. 2 1/2, y confina N. Huarte; E. Sierra de Andia; S. la misma sierra, y O. Unánue: comprendiendo en su jurisdiccion el desp. de Neuxan, un monte llamado de Leciza poblado de hayas, carrascos y espinos, y varias canteras de piedra y cal. El terreno es secano y arcilloso, le atraviesa el riach. Leciza, que va á confundirse con el r. de Arraya. caminos: los que conducen á Zumbelz y Salinas de Oro, en mal estado: el correo se recibe de Echarri-Aranaz. prod.: trigo, maiz, patatas, habichuelas, habas y otras legumbres; cria de ganado vacuno, mular, caballar y cabrío; caza de codornices y perdices. ind.: ademas de la agricultura y ganaderia, 2 molinos harineros. pobl.: 43 vec. 307 alm. riqueza: con el valle (V.).
(Madoz, 1849, p. 60)

El municipio de Torrano desapareció de cara al censo de 1857, cuando el término se fusionó con los de Lizárraga y Unanua para conformar el de Ergoyena. En 2023, la entidad singular de población tenía empadronados 119 habitantes y el núcleo de población, también 119.